# Gestión documental
La gestión documental o gestión de documentos es el conjunto de normas técnicas y prácticas usadas para administrar los documentos de todo tipo, recibidos y creados en una organización, facilitar la recuperación de información desde ellos, determinar el tiempo que los documentos deben guardarse, eliminar los que ya no sirven y asegurar la conservación a largo plazo de los documentos más valiosos, aplicando principios de racionalización y economía, siempre al servicio auxiliar de la disciplina archivística.
En la norma ISO 15489-1:2001, mencionan que la gestión documental como el proceso eficiente y sistemático de controlar la creación, recepción, mantenimiento, utilización y disposición de los documentos. La gestión documental es fundamental para mantener la integridad, accesibilidad y seguridad de los documentos en una organización. Existen también sistemas de gestión documental (SGD) que funcionan como apoyo para este proceso.

## Desarrollo de la gestión documental
Esta es una actividad casi tan antigua como la escritura, que nació debido a la necesidad de "documentar" o fijar actos administrativos y transacciones legales y comerciales por escrito para dar fe de los hechos. Este tipo de documentos se plasmaron sucesivamente en tablillas de arcilla, hojas de papiro, pergaminos y papel, cuya gestión se fue haciendo cada vez más compleja a medida que crecía el tamaño de los fondos documentales.
Durante siglos, la gestión documental en las organizaciones fue el dominio exclusivo de administradores, archiveros y bibliotecarios, cuyas herramientas manuales básicas eran los libros de registro, las carpetas, archivadores, cajas y estanterías en que se guardan los documentos de papel (y más tarde los audiovisuales y los documentos en soportes magnéticos u ópticos), los ficheros o kárdex que permiten hacer referencias cruzadas y una larga lista de técnicas de recuperación de información mediante sistemas de codificación y clasificación. Más recientemente se fueron sumando a ellos los informáticos, que son cada vez más necesarios debido a la complejidad y nivel de sofisticación que van alcanzando los sistemas computacionales de apoyo de la actividad administrativa. Aunque los informáticos benefician sustancialmente la gestión documental, aún los profesionales en sistemas de información son los expertos en los flujos de documentos y los procesos de cada documento de soporte papel o electrónico.
El uso del ordenador en la gestión documental se inicia en la práctica a partir de la experiencia de las grandes bibliotecas nacionales anglófonas, la Biblioteca del Congreso de los Estados Unidos de América y la British Library, que en los años 60 del siglo XX crean el formato bibliográfico MARC (Machine Readable Cataloging) o catalogación legible por máquina, para sus bases de datos. Unos años más tarde el uso de las tecnologías de información y comunicación se hizo común en la administración pública y privada, con el uso generalizado de bases de datos y la aparición de los procesadores de textos y otras aplicaciones ofimáticas.
En la actualidad, coexisten en el mundo los más diversos sistemas de gestión documental: desde el simple registro manual de la correspondencia que entra y sale, hasta los más sofisticados sistemas informáticos que manejan no sólo la documentación administrativa propiamente, venga ella en papel o en formato electrónico, sino que además controlan los flujos de trabajo del proceso de tramitación de los expedientes, capturan información desde bases de datos de producción, contabilidad y otros, enlazan con el contenido de archivos, bibliotecas, centros de documentación y permiten realizar búsquedas sofisticadas y recuperar información de cualquier lugar. Algunos sistemas se están preservando o adaptando al formato electrónico mediante diversas herramientas.

## Diferencias de terminología entre el inglés y el español
Debido a diferencias filosóficas y semánticas entre los modelos administrativos anglosajones y latinos, se mantiene hasta el día de hoy una cierta tensión entre las nociones de «gestión documental» y la «archivística», como si de cosas muy diferentes se tratase. Por un lado, en español no existe una palabra del todo equivalente al concepto de record inglés, que cubre todo aquello que documenta algo. En español usamos el término «documento de archivo», que es más pobre en significado. Cuando en inglés se dice records management se está refiriendo a la gestión documental de documentos de archivo específicamente. Pero por otro lado, en inglés la palabra archive significa casi invariablemente «archivo histórico», mientras que en español el «archivo» se entiende en sus varias fases: archivo corriente o de gestión, archivo administrativo o intermedio y, finalmente, el archivo permanente o histórico.
Debido a estas diferencias se producen malentendidos y una cierta tendencia, en los países hispanohablantes y lusófonos al menos, de creer que la archivística se aplica sólo a los archivos históricos, o que el ' se refiere a la gestión de cualquier tipo de documentos. En la realidad, no es así: La archivística cubre el records management y la gestión de archivos históricos también, mientras que la gestión documental es más amplia que el records management ya que se puede aplicar a cualquier tipo de documentos, no sólo a los administrativos o de archivo.
La gestión documental fue siempre una necesidad, y al mismo tiempo, un problema para las organizaciones, representando gastos en locales y almacenes, infraestructuras para garantizar el estado de conservación, tiempo dedicado a la organización y búsqueda de documentos, duplicaciones, gastos de fotocopias, fax, etc.
La mayoría de las organizaciones necesitan acceder y consultar de forma frecuente la información archivada. En otros es la importancia de los documentos o el volumen de información lo que estimula a buscar nuevas soluciones innovadoras que ofrezcan ventajas y valor añadido sobre los sistemas tradicionales de archivo y almacenamiento.[cita requerida]

## Procesos de la gestión documental
Podemos englobar la definición de gestión documenta a todos aquellos procesos que son llevados a cabo por una empresa de forma ordenada, articulada y previamente estudiada, con el  fin de tener el control total de toda la información que entra, sale y se almacena en la misma. Este proceso de gestión documental es de vital importancia, ya que absolutamente todo tipo de archivo tiene un determinado valor para la empresa, la cual al optar por su correcto manejo y almacenaje, lo deja disponible y a la orden para ser usado cuando así se requiera. 
| Planeación                 | Conjunto de actividades encaminadas a la planeación, generación y valoración de los documentos de la entidad, en cumplimiento con el contexto administrativo, legal, funcional y técnico. Comprende la creación y diseño de formas, formularios y documentos, análisis de procesos, análisis diplomático y su registro en el sistema de gestión documental.                                                                                                  |
| Producción                 | Actividades destinadas al estudio de los documentos en la forma de producción o ingreso, formato y estructura, finalidad, área competente para el trámite, proceso en que actúa y los resultados esperados. |
| Gestión y tramitación      | Conjunto de actuaciones necesarias para el registro, la vinculación a un trámite, la distribución incluidas las actuaciones o delegaciones, la descripción (metadatos), la disponibilidad, recuperación y acceso para consulta de los documentos, el control y seguimiento a los trámites que surte el documento hasta la resolución de los asuntos. |
| Organización               | Conjunto de operaciones técnicas para declarar el documento en el sistema de gestión documental, clasificarlo, ubicarlo en el nivel adecuado, ordenarlo y describirlo adecuadamente. |
| Transferencia              | Conjunto de operaciones adoptadas por la entidad para transferir los documentos durante las fases de archivo, verificando la estructura, la validación del formato de generación, la migración, refreshing, emulación o conversión, los metadatos técnicos de formato, los metadatos de preservación y los metadatos descriptivos. |
| Disposición de documentos  | Selección de los documentos en cualquier etapa del archivo, con miras a su conservación temporal, permanente o a su eliminación, de acuerdo con lo establecido en las tablas de retención documental o en las tablas de valoración documental. |
| Conservación a largo plazo | Conjunto de acciones y estándares aplicados a los documentos durante su gestión para garantizar su preservación en el tiempo, independientemente de su medio y forma de registro o almacenamiento. |
| Valoración                 | Proceso permanente y continuo, que inicia desde la planificación de los documentos y por medio del cual se determinan sus valores primarios y secundarios, con el fin de establecer su permanencia en las diferentes fases del archivo y determinar su destino final (eliminación o conservación temporal o definitiva)Fuente: República de Colombia. Decreto 2609 del 14 de diciembre de 2012 (Reglamenta el Título V de la Ley 594 de 2000), Artículo 9°.] |

La política de gestión documental en el Estado Colombiano, acorde con el artículo 6 del Decreto 2609 de 2012, debe ser entendida como el conjunto de directrices establecidas por una entidad para tener un marco conceptual claro para la gestión de la información física y electrónica, un conjunto de estándares para la gestión de la información en cualquier soporte, una metodología general para la creación, uso, mantenimiento, retención, acceso y preservación de la información, independiente de su soporte y medio de creación, un programa de gestión de información y documentos, una adecuada articulación y coordinación entre las áreas de tecnología, la oficina de Archivo, las oficinas de planeación y los productores de la información.

## Términos relacionados

### Sistema de Administración de Contenidos
El Sistema de Administración de Contenido podría tender a confundirse con un sistema de Administración Documental pero este es utilizado principalmente a nivel web y si bien es cierto comparten características como administración de información e incluso en alguno de sus formas utilizan bases de datos el objeto de administración de este sistema esta predominantemente orientado a la WEB. 

### Gestión del Conocimiento
La Gestión del Conocimiento "es todo el conjunto de actividades realizadas con el fin de utilizar, compartir y desarrollar los conocimientos de una organización y de los individuos que en ella trabajan, encaminándolos a la mejor consecución de sus objetivos". La mayoría de estos intangibles tienen que ver con procesos relacionados de una u otra forma con la captación, estructuración y transmisión de conocimiento. Por lo tanto, la Gestión del Conocimiento tiene en el aprendizaje organizacional su principal herramienta. La Gestión del Conocimiento es un concepto dinámico o de flujo.
Probablemente después de leer esta definición podremos darnos cuenta que un sistema de gestión documental es una de las herramientas en las que se puede apoyar la gestión del conocimiento para efectivamente gestionar de mejor forma, más eficiente y con las ventajas, que veremos más adelante, los activos intangibles.
En el momento en que la gestión de documentos es incorporada por la archivística, la necesidad de identificar los documentos se hace aún más indispensable, como condición para la formulación de los requisitos de normalización para la clasificación y la evaluación documental.

### Bases de datos documentales
En las bases de datos documentales cada registro se corresponde con un documento, sea éste de cualquier tipo: una publicación impresa, un documento audiovisual, gráfico o sonoro, un documento de archivo, un documento electrónico, etc.
Es erróneo relacionar sistema de gestión documental con bases de datos documentales pues la gestión documental es un concepto que abarca a la base de datos documental, es mucho más dispendioso y existen muchas más variables fundamentales en el sistema de gestión documental aparte de las bases de datos documentales.

## Definiciones formales
ISO proporciona la siguiente definición: "Disciplina encargada del control eficiente y sistemático de la creación, recepción, mantenimiento, uso y eliminación de records, incluyendo el proceso de captura y mantenimiento de las evidencias e informaciones acerca de actividades de negocio y transacciones en la forma de records".
Por otra parte, el Consejo Internacional de Archivos (CIA) define record como: "un fragmento específico de información registrada que se ha generado, recopilado o recibido en la iniciación, conducción o compleción de una actividad y que aglutina suficiente contenido, contexto y estructura como para probar o evidenciar dicha actividad"

## Ventajas
Gestión y control efectivo: sencillez, rapidez y ahorro de una forma sencilla. La organización tiene acceso instantáneo a toda la documentación necesaria para su actividad de negocio, con las ventajas añadidas de la eliminación de desplazamientos, reducción de tiempo de consultas y tareas de archivo, ahorro de espacio físico o resolución del problema de localización de documentos, siempre y cuando exista un correcto control en el orden de los ficheros.
Uso racional de los recursos: La gestión documental facilita que la información se comparta y se aproveche de forma más eficiente y como un recurso colectivo. Como consecuencia, se reducen drásticamente situaciones como la duplicidad de documentos archivados, fotocopias innecesarias, dobles grabaciones de datos, etc. Para seguridad y fiabilidad de documentos de gran valor para la organización, pueden custodiarse en locales de alta seguridad, garantizando su perfecto estado de conservación mientras que, para el uso diario, se dispone de su réplica electrónica.
Productividad y valor añadido: Una gestión documental, además de ahorro de costes, genera una productividad y valor añadido adicionales, originados por el rápido acceso a la información dentro de la organización y su posterior distribución, sin necesidad de trasladar los documentos.
Mejora en la toma de decisiones: Uno de los beneficios más importantes de la gestión documental es la mejora en la toma de decisiones dentro de la empresa. Al tener acceso a información precisa y actualizada en todo momento, los líderes empresariales pueden tomar decisiones informadas y estratégicas. Además, la capacidad de analizar datos históricos y tendencias a través de herramientas de gestión documental avanzadas permite identificar oportunidades de mejora y anticipar desafíos futuros.